# Greg Brockman
Greg Brockman (ur. 29 listopada 1987 w USA, w Thompson, w stanie Dakota Północna) – amerykański przedsiębiorca, inwestor, kreator projektów związanych ze sztuczną inteligencją.
Rodzice, Ronald Brockman i Ellen Feldman, byli lekarzami w Altru Health System w Grand Forks.

## Edukacja
Ukończył szkołę średnią Red River High School w Grand Forks. W Uniwersytecie Dakoty Północnej ukończył studia pierwszego stopnia i uzyskał tytuł licencjata (Bachelor’s degree).
W 2009 rozpoczął studia z zakresu matematyki i informatyki w Harvard University. W 2010 rozpoczął studia z informatyki w Massachusetts Institute of Technology. W obu przypadkach studiów nie ukończył, porzucił je.

## Kariera zawodowa
Po przerwaniu studiów krótko pracował w Google jako inżynier oprogramowania. W 2010 Brockman rozpoczął pracę w startupie Stripe jako inżynier-założyciel, a w 2013 roku został CTO. W Stripe pracował do 2015.
Brockman, w grudniu 2015 wspólnie z Elonem Muskiem, Samem Altmanem, Ilyą Sutskeverem i innymi inwestorami i naukowcami założyli OpenAI, organizację non-profit, która za cel działania wyznaczyła sobie budowanie bezpiecznej sztucznej inteligencji (AI) i zapewnienie równomiernego podziału korzyści z niej płynących. W biografiach jest opisywany jako współzałożyciel OpenAI (ang. co-founder). Brockman od początku istnienia OpenAI do 2019 był CTO.
W 2019, na bazie dotychczasowej organizacji non-profit powstała spółka komercyjna OpenAI LP. Od 2019 Brockman jest Prezydentem OpenAI i Przewodniczącym Rady.
Brockman jest zaangażowany w prace, bezpośrednio w projektach, m.in. Gym, Codex, Dota 2, GPT-3, GPT-4.
Brockman jest autorem lub współautorem licznych publikacji.

## Wyróżnienia
- W 2007 Gregory Brockman został finalistą[2] konkursu Intel Science Talent Search[15]. Z publikacją finałową Asymptotic Behavior of Certain Ducci Sequences[16][17] zajął szóste miejsce. Nagrodę za 6. miejsce stanowiło czteroletnie stypendium w wysokości 25000 dolarów USD[18].
- W 2006 był członkiem amerykańskiej drużyny, która zdobyła srebrny medal na Międzynarodowej Olimpiadzie Chemicznej Gyeongsan w Korei Południowej[19].
- Laureat 2007 Legacy Winners[19].
- Wyróżnienie Forbes (2018) „30 Under 30" Przekształcenia Biznesu z wykorzystaniem inteligencji maszynowej[20].